# Jelah (Tešanj)
Pour les articles homonymes, voir Jelah.
Jelah (en cyrillique : Јелах) est une localité de Bosnie-Herzégovine. Elle est située dans la municipalité de Tešanj, dans le canton de Zenica-Doboj et dans la fédération de Bosnie-et-Herzégovine. Selon les premiers résultats du recensement bosnien de 2013, elle compte 3 179 habitants.

## Géographie
La localité est située dans les faubourgs nord-ouest de Tešanj, sur les bords de la rivière Usora.

## Démographie

### Évolution historique de la population dans la localité
| 1948 | 1953 | 1961 | 1971  | 1981  | 1991  | 2013  |
| ---- | ---- | ---- | ----- | ----- | ----- | ----- |
| -    | -    | 877  | 1 005 | 1 689 | 1 642 | 3 179 |

|  |

### Communauté locale
En 1991, la communauté locale de Jelah comptait 4 252 habitants, répartis de la manière suivante :